# Ingrid Liepa
Ingrid Liepa is een Canadees langebaanschaatsster.
In 1994 nam ze voor Canada deel aan de Olympische winterspelen van Lillehammer, en in 1998 nam ze deel aan de Olympische winterspelen van Nagano op de 1500 en 3000 meter.
Ook was Liepa enkele malen Canadees nationaal kampioene allround.

## Records

### Persoonlijke records[4]
| Afstand    | Tijd    | Datum            | Baan    |
| ---------- | ------- | ---------------- | ------- |
| 500 meter  | 41.12   | 17 januari 1998  | Calgary |
| 1000 meter | 1:20.04 | 23 november 1997 | Calgary |
| 1500 meter | 2:02.36 | 30 december 1997 | Calgary |
| 3000 meter | 4:19.94 | 13 december 1997 | Hamar   |
| 5000 meter | 7:45.88 | 20 maart 1993    | Calgary |